# Real Sociedad Canina en España
Real Sociedad Canina en España (RSCE) är Spaniens nationella kennelklubb som är en av medlemsorganisationerna i den internationella kennelfederationen Fédération Cynologique Internationale (FCI). Den är de spanska hundägarnas intresse- och riksorganisation och för nationell stambok över hundraser. Organisationen grundades 1911. Huvudkontoret ligger i Madrid.